# Deghizat în inamic (Star Trek: Generația următoare)
„Deghizat în inamic” (titlu original: „Face of the Enemy”) este al 14-lea episod din al șaselea sezon al serialului TV american științifico-fantastic Star Trek: Generația următoare și al 140-lea episod în total. A avut premiera la 8 februarie 1993.
Episodul a fost regizat de Gabrielle Beaumont după un scenariu de Naren Shankar bazat pe o poveste de René Echevarria.

## Prezentare
Deanna Troi este recrutată fără voia ei pentru a ajuta în transportarea unor defectori romulani dincolo de granița Imperiului. 

## Actori ocazionali
- Scott MacDonald – N'Vek
- Carolyn Seymour – Toreth
- Barry Lynch – Stefan DeSeve
- Robertson Dean – Romulan Pilot
- Dennis Cockrum – Corvallen Freighter Captain
- Pamela Winslow - McKnight